# Чинкин, Борис Михайлович
Борис Михайлович Чи́нкин (1916—1977) — советский актёр, народный артист Украинской ССР (1973).

## Биография
Родился 4 ноября 1916 года в Баку (ныне Азербайджан). В 1938 году окончил Театральное училище при Бакинском РДТ имени С. Вургуна, служил в котором в 1941—1958 годах.
В 1958—1977 годах — актёр Львовского РДТ ПрикВО, переехал из Баку из-за личного конфликта с главным режиссёром театра Ашумовым.
В 1970-х годах приезжал в Баку и договорился с новым руководством театра о возвращении, выехал во Львов, чтобы доиграть сезон, однако через неделю, 23 апреля 1977 года, умер.

## Творчество

### Работы в театре
- «Свадьба Фигаро» П. Бомарше — Фигаро
- «На всякого мудреца довольно простоты» А. Н. Островского — Мамаев
- «Без вины виноватые» А. Н. Островского — Незнамов
- «Власть тьмы» Л. Н. Толстого — Никита
- «Океан» А. П. Штейна — Платонов
- «Проделки Ханумы» А. А. Цагарели — Акоп
- «В поисках радости» В. С. Розова
- «Интервью в Буэнос-Айресе» Г. А. Боровика — Карлос Бланко
- «Кресло № 16» Д. Б. Угрюмова
- «Иван Рыбаков» В. М. Гусева
- «Одна»
- «Цыган» А. В. Калинина
- «Заря над Каспием» И. А. Касумова

### Фильмография
- 1943 — Подводная лодка Т-9 — Чибисов, командир торпедной части
- 1956 — Чёрные скалы — Кошкин
- 1958 — На дальних берегах — партизан Сергей Любимов
- 1971 — Тени исчезают в полдень — Пётр Иванович Смирнов
- 1972 — Самый последний день — комиссар
- 1973 — До последней минуты — председатель суда
- 1976 — Волшебный круг — городовой

## Награды и премии
- Народный артист Украинской ССР (1973)
- Заслуженный артист Азербайджанской ССР (30.04.1955)
- Сталинская премия третьей степени (14.03.1951) — за исполнение роли в спектакле «Заря над Каспием» И. А. Касумова на сцене АзГТРД имени С. Вургуна